# Llista d'espècies de frurolítids
Aquesta és la llista d'espècies de frurolítids (Phrurolithidae), una família d'aranyes araneomorfes, segons el World Spider Catalog, versió 16.5, del 7 d'octubre de 2013. Aquesta família fou descrita per N. Banks el 1892.
L'espècie tipus de cada gènere està marcada amb una T.

## Abdosetae
Abdosetae Fu, Zhang & MacDermott, 2010
- Abdosetae digitata Jin, Fu & Zhang, 2015 – Xina
- Abdosetae falcata Jin, Fu & Zhang, 2015 – Xina
- Abdosetae hainan Fu, Zhang & MacDermott, 2010T – Xina
- Abdosetae hamata Jin, Fu & Zhang, 2015 – Xina
- Abdosetae ornata (Deeleman-Reinhold, 2001) – Borneo

## Dorymetaecus
Dorymetaecus Rainbow, 1920
- Dorymetaecus spinnipes Rainbow, 1920T – Illa Lord Howe

## Drassinella
Drassinella Banks, 1904
- Drassinella gertschi Platnick & Ubick, 1989 – EUA, Mèxic
- Drassinella modesta Banks, 1904T – EUA
- Drassinella schulzefenai (Chamberlin & Ivie, 1936) – Mèxic
- Drassinella sclerata (Chamberlin & Ivie, 1935) – EUA
- Drassinella siskiyou Platnick & Ubick, 1989 – EUA
- Drassinella sonoma Platnick & Ubick, 1989 – EUA
- Drassinella unicolor (Chamberlin & Ivie, 1935) – EUA

## Liophrurillus
Liophrurillus Wunderlich, 1992
- Liophrurillus flavitarsis (Lucas, 1846)T – Europa, Madeira, Àfrica del Nord

## Otacilia
Otacilia Thorell, 1897
- Otacilia ambon Deeleman-Reinhold, 2001 – Moluques
- Otacilia armatissima Thorell, 1897T – Birmània
- Otacilia bawangling Fu, Zhang & Zhu, 2010 – Xina
- Otacilia bicolor Jäger & Wunderlich, 2012 – Laos
- Otacilia bifurcata Dankittipakul & Singtripop, 2014 – Tailàndia
- Otacilia christae Jäger & Wunderlich, 2012 – Laos
- Otacilia forcipata Yang, Wang & Yang, 2013 – Xina
- Otacilia foveata (Song, 1990) – Xina
- Otacilia fujiana Fu, Jin & Zhang, 2014 – Xina
- Otacilia hengshan (Song, 1990) – Xina
- Otacilia jianfengling Fu, Zhang & Zhu, 2010 – Xina
- Otacilia kao Jäger & Wunderlich, 2012 – Tailàndia, Vietnam
- Otacilia komurai (Yaginuma, 1952) – Xina, Japó
- Otacilia limushan Fu, Zhang & Zhu, 2010 – Xina
- Otacilia liupan Hu & Zhang, 2011 – Xina
- Otacilia longituba Wang, Zhang & Zhang, 2012 – Xina
- Otacilia loriot Jäger & Wunderlich, 2012 – Laos
- Otacilia luna (Kamura, 1994) – Japó
- Otacilia luzonica (Simon, 1898) – Filipines
- Otacilia lynx (Kamura, 1994) – Taiwan, Japó
- Otacilia microstoma Wang et al., 2015 – Xina
- Otacilia mingsheng Yang, Wang & Yang, 2013 – Xina
- Otacilia mustela Kamura, 2008 – Japó
- Otacilia namkhan Jäger & Wunderlich, 2012 – Laos
- Otacilia onoi Deeleman-Reinhold, 2001 – Tailàndia
- Otacilia papilla Dankittipakul & Singtripop, 2014 – Sumatra
- Otacilia paracymbium Jäger & Wunderlich, 2012 – Xina
- Otacilia parva Deeleman-Reinhold, 2001 – Sumatra
- Otacilia pseudostella Fu, Jin & Zhang, 2014 – Xina
- Otacilia revoluta (Yin et al., 2004) – Xina
- Otacilia simianshan Zhou, Wang & Zhang, 2013 – Xina
- Otacilia sinifera Deeleman-Reinhold, 2001 – Tailàndia
- Otacilia songi Wang et al., 2015 – Xina
- Otacilia stella Kamura, 2005 – Japó
- Otacilia subliupan Wang et al., 2015 – Xina
- Otacilia taiwanica (Hayashi & Yoshida, 1993) – Xina, Taiwan, Japó
- Otacilia truncata Dankittipakul & Singtripop, 2014 – Tailàndia
- Otacilia vangvieng Jäger & Wunderlich, 2012 – Laos
- Otacilia vulpes (Kamura, 2001) – Japó
- Otacilia yangi Zhang, Fu & Zhu, 2009 – Xina
- Otacilia zebra Deeleman-Reinhold, 2001 – Tailàndia
- Otacilia zhangi Fu, Jin & Zhang, 2014 – Xina

## Phonotimpus
Phonotimpus Gertsch & Davis, 1940
- Phonotimpus eutypus Gertsch & Davis, 1940 – Mèxic
- Phonotimpus separatus Gertsch & Davis, 1940T – Mèxic

## Phrurolinillus
Phrurolinillus Wunderlich, 1995
- Phrurolinillus lisboensis Wunderlich, 1995 – Portugal
- Phrurolinillus tibialis (Simon, 1878)T – Espanya

## Phrurolithus
Phrurolithus C. L. Koch, 1839
- Phrurolithus absurdus Gertsch, 1941 – EUA
- Phrurolithus adjacens Gertsch & Davis, 1940 – Mèxic
- Phrurolithus aemulatus Gertsch, 1941 – EUA
- Phrurolithus alatus Ivie & Barrows, 1935 – EUA
- Phrurolithus annulus Zhou, Wang & Zhang, 2013 – Xina
- Phrurolithus anticus Wang et al., 2015 – Xina
- Phrurolithus apacheus Gertsch, 1941 – EUA
- Phrurolithus apertus Gertsch, 1935 – EUA
- Phrurolithus approximatus Gertsch & Davis, 1940 – Mèxic
- Phrurolithus banksi Gertsch, 1941 – EUA
- Phrurolithus bifidus Yin et al., 2004 – Xina
- Phrurolithus callidus Gertsch, 1935 – EUA
- Phrurolithus camawhitae Gertsch, 1935 – EUA
- Phrurolithus cangshan Yang et al., 2010 – Xina
- Phrurolithus catalinius Gertsch, 1941 – EUA
- Phrurolithus claripes (Dönitz & Strand, 1906) – Xina, Sakhalin, Taiwan, Japó
- Phrurolithus coahuilanus Gertsch & Davis, 1940 – Mèxic
- Phrurolithus concisus Gertsch, 1941 – EUA
- Phrurolithus connectus Gertsch, 1941 – EUA
- Phrurolithus coreanus Paik, 1991 – Corea, Japó
- Phrurolithus corsicus (Simon, 1878) – Còrsega, Sardenya fins a Romania
- Phrurolithus daoxianensis Yin et al., 1997 – Xina
- Phrurolithus debilis Gertsch & Davis, 1940 – Mèxic
- Phrurolithus dianchiensis Yin et al., 1997 – Xina
- Phrurolithus diversus Gertsch & Davis, 1940 – Mèxic
- Phrurolithus dolius Chamberlin & Ivie, 1935 – EUA
- Phrurolithus duncani (Chamberlin, 1925) – EUA
- Phrurolithus emertoni Gertsch, 1935 – EUA
- Phrurolithus fanjingshan Wang et al., 2015 – Xina
- Phrurolithus faustus Paik, 1991 – Corea
- Phrurolithus festivus (C. L. Koch, 1835)T – Paleàrtic
- Phrurolithus flavipes O. Pickard-Cambridge, 1872 – Líban, Israel
- Phrurolithus florentinus Caporiacco, 1923 – Itàlia
- Phrurolithus goodnighti Muma, 1945 – EUA
- Phrurolithus hamatus Wang, Zhang & Zhang, 2012 – Xina
- Phrurolithus hamdeokensis Seo, 1988 – Rússia, Corea
- Phrurolithus kastoni Schenkel, 1950 – EUA
- Phrurolithus kentuckyensis Chamberlin & Gertsch, 1930 – EUA
- Phrurolithus labialis Paik, 1991 – Corea, Japó
- Phrurolithus leviculus Gertsch, 1936 – EUA
- Phrurolithus luppovae Spassky, 1941 – Tajikistan
- Phrurolithus minimus C. L. Koch, 1839 – Europa
- Phrurolithus nemoralis Bryant, 1940 – Cuba
- Phrurolithus nigerus Yin, 2012 – Xina
- Phrurolithus nigrinus (Simon, 1878) – Europa
- Phrurolithus nipponicus Kishida, 1914 – Japó
- Phrurolithus oabus Chamberlin & Ivie, 1935 – EUA
- Phrurolithus palgongensis Seo, 1988 – Rússia, Xina, Corea
- Phrurolithus paludivagus Bishop & Crosby, 1926 – EUA
- Phrurolithus parcus (Hentz, 1847) – EUA
- Phrurolithus pennatus Yaginuma, 1967 – Rússia, Xina, Corea, Japó
- Phrurolithus pinturus Ivie & Barrows, 1935 – EUA
- Phrurolithus pipensis Muma, 1945 – EUA
- Phrurolithus pullatus Kulczyński, 1897 – Europa fins a l'Àsia central
- Phrurolithus pygmaeus Thorell, 1875 – Rússia, Ucraïna
- Phrurolithus qiqiensis Yin et al., 2004 – Xina
- Phrurolithus schwarzi Gertsch, 1941 – EUA
- Phrurolithus shimenensis Yin et al., 1997 – Xina
- Phrurolithus similis Banks, 1895 – EUA
- Phrurolithus singulus Gertsch, 1941 – EUA
- Phrurolithus sinicus Zhu & Mei, 1982 – Rússia, Xina, Corea, Japó
- Phrurolithus sordidus Savelyeva, 1972 – Rússia, Àsia central
- Phrurolithus spinosus Bryant, 1948 – Hispaniola
- Phrurolithus splendidus Song & Zheng, 1992 – Xina
- Phrurolithus szilyi Herman, 1879 – Europa
- Phrurolithus tamaulipanus Gertsch & Davis, 1940 – Mèxic
- Phrurolithus tepejicanus Gertsch & Davis, 1940 – Mèxic
- Phrurolithus umbratilis Bishop & Crosby, 1926 – EUA
- Phrurolithus wallacei Gertsch, 1935 – EUA
- Phrurolithus wanshou Yin, 2012 – Xina
- Phrurolithus zhejiangensis Song & Kim, 1991 – Xina
- Phrurolithus zhouyun Wang et al., 2015 – Xina
- Phrurolithus zongxu Wang, Zhang & Zhang, 2012 – Xina

## Phruronellus
Phruronellus Chamberlin, 1921
- Phruronellus californicus Chamberlin & Gertsch, 1930 – EUA
- Phruronellus floridae Chamberlin & Gertsch, 1930 – EUA
- Phruronellus formica (Banks, 1895)T – EUA
- Phruronellus formidabilis Chamberlin & Gertsch, 1930 – EUA
- Phruronellus pictus Chamberlin & Gertsch, 1930 – EUA

## Phrurotimpus
Phrurotimpus Chamberlin & Ivie, 1935
- Phrurotimpus abditus Gertsch, 1941 – EUA
- Phrurotimpus alarius (Hentz, 1847)T – EUA, Canadà
- Phrurotimpus alarius tejanus (Chamberlin & Gertsch, 1930) – EUA, Canadà
- Phrurotimpus borealis (Emerton, 1911) – North America
- Phrurotimpus certus Gertsch, 1941 – EUA, Canadà
- Phrurotimpus chamberlini Schenkel, 1950 – EUA
- Phrurotimpus dulcineus Gertsch, 1941 – EUA, Canadà
- Phrurotimpus illudens Gertsch, 1941 – EUA
- Phrurotimpus mateonus (Chamberlin & Gertsch, 1930) – EUA
- Phrurotimpus minutus (Banks, 1892) – EUA
- Phrurotimpus mormon (Chamberlin & Gertsch, 1930) – EUA
- Phrurotimpus mormon xanthus Chamberlin & Ivie, 1935 – EUA
- Phrurotimpus parallelus (Chamberlin, 1921) – EUA
- Phrurotimpus subtropicus Ivie & Barrows, 1935 – EUA
- Phrurotimpus truncatus Chamberlin & Ivie, 1935 – EUA
- Phrurotimpus woodburyi (Chamberlin & Gertsch, 1929) – EUA
- Phrurotimpus woodburyi utanus Chamberlin & Ivie, 1935 – EUA

## Piabuna
Piabuna Chamberlin & Ivie, 1933
- Piabuna brevispina Chamberlin & Ivie, 1935 – EUA
- Piabuna longispina Chamberlin & Ivie, 1935 – EUA
- Piabuna nanna Chamberlin & Ivie, 1933T – EUA
- Piabuna pallida Chamberlin & Ivie, 1935 – EUA
- Piabuna reclusa Gertsch & Davis, 1940 – Mèxic
- Piabuna xerophila Chamberlin & Ivie, 1935 – EUA

## Plynnon
Plynnon Deeleman-Reinhold, 2001
- Plynnon jaegeri Deeleman-Reinhold, 2001 – Sumatra
- Plynnon longitarse Deeleman-Reinhold, 2001 – Borneo
- Plynnon zborowskii Deeleman-Reinhold, 2001T – Borneo

## Scotinella
Scotinella Banks, 1911
- Scotinella britcheri (Petrunkevitch, 1910) – EUA, Canadà
- Scotinella brittoni (Gertsch, 1941) – EUA, Canadà
- Scotinella custeri Levi, 1951 – EUA
- Scotinella deleta (Gertsch, 1941) – EUA
- Scotinella divesta (Gertsch, 1941) – EUA, Canadà
- Scotinella divinula (Gertsch, 1941) – EUA, Canadà
- Scotinella dixiana Roddy, 1957 – EUA
- Scotinella fratrella (Gertsch, 1935) – EUA, Canadà
- Scotinella madisonia Levi, 1951 – EUA, Canadà
- Scotinella manitou Levi, 1951 – EUA
- Scotinella minnetonka (Chamberlin & Gertsch, 1930) – EUA, Canadà
- Scotinella pallida Banks, 1911T – EUA
- Scotinella pelvicolens (Chamberlin & Gertsch, 1930) – EUA
- Scotinella pugnata (Emerton, 1890) – EUA, Canadà
- Scotinella redempta (Gertsch, 1941) – EUA, Canadà
- Scotinella sculleni (Gertsch, 1941) – EUA, Canadà

## Orthobula
Fins fa poc també hi havia el gènere Orthobula Simon, 1897; fou transferit dels Liocranidae als Corinnidae per Bosselaers & Jocqué l'any 2002,; posteriorment, l'any 2014, col·locat dins els Phrurolithidae per Ramírez, i recentment, el 2017, transferit als Trachelidae per Wheeler et al.